# 藤平育子
藤平 育子（ふじひら いくこ、1944年 - ）は、日本のアメリカ文学者、元中央大学文学部教授。

## 人物・来歴
富山県出身。1966年東京教育大学（現・筑波大学）文学部卒業。1968年東京都立大学 (1949-2011)大学院（人文科学研究科、英文学専攻)修士課程修了。1982年～83年ペンシルベニア大学留学、1987年～88年デューク大学、ノースカロライナ大学留学。
岐阜女子短期大学助教授、愛知教育大学教授を経て、東京学芸大学教授。1996年、ウィスコンシン州カーセジ大学客員教授。2002年から中央大学教授。2015年定年退職。
1997年、『カーニヴァル色のパッチワーク・キルト』にて第2回アメリカ学会・清水博賞受賞。
2007年4月から2013年3月まで、日本ウィリアム・フォークナー協会会長。
2006年4月より、日本アメリカ文学会研究誌『アメリカ文学研究』編集委員長。

## 著書

### 単著
- 『カーニヴァル色のパッチワークキルト：トニ・モリスンの文学』学藝書林、1996年。ISBN　978-4-87517-036-5
- 『フォークナーのアメリカ幻想：『アブサロム、アブサロム!』の真実』研究社、2008年。ISBN　978-4-327-47218-4

### 共編著・監修
- 『抵抗することば：暴力と文学的想像力』藤平育子監修、髙尾直知・舌津智之編著、南雲堂、2014年。ISBN　978-4-523-29325-5
- 『世界が見たニッポンの政治』上岡伸雄・長谷川宏（言語学者）共著、文芸社、2018年。ISBN　978-4-286-19505-6
- 『フォークナー文学の水脈』花岡秀監修、中良子共編、彩流社、2018年。ISBN　978-4-7791-2526-3

### 訳書
- W・フォークナー『アブサロム、アブサロム!』（上・下）岩波文庫、2011年 - 2012年。上巻：ISBN　978-4-00-323236-1　下巻： ISBN　978-4-00-323237-8
- エリック・J・サンドクイスト『死にたる民を呼び覚ませ：人種とアメリカ文学の生成』（上・下）中央大学出版部、2015-16年。上巻：ISBN　978-4-8057-5412-2
髙尾直知・中尾秀博・野崎直之・内藤容成・横溝仁・向山大地共訳。（中央大学人文科学研究所翻訳叢書）
- シャーリー・アン・ウィリアムズ『デッサ・ローズ』作品社、2023年。ISBN　978-4-86182-955-0